# Italia: istruzioni per l'uso
(Lo slogan di apertura del programma)
Italia: istruzioni per l'uso era il titolo di una trasmissione radiofonica di Radio Rai, in onda da lunedì a venerdì sulle frequenze di Radio 1 dalle 6.13 alle 7.00, condotta in studio da Emanuela Falcetti.
Nel programma, che si proponeva di essere "una guida per il cittadino affinché costui sopravviva ai disservizi", venivano trattati temi di attualità come giustizia, sanità, occupazione, scuola, fisco, e grazie alla presenza abbastanza costante di ospiti appartenenti alle categorie di difesa dei cittadini, venivano forniti importanti consigli ai consumatori per la scelta dei prodotti.

## Storia
Il programma nacque nel 1990 come rubrica televisiva, in onda su Rai 1, dal titolo Italia ore 6.
Nel settembre 1992 passò in radio e cambiò titolo. È stato trasmesso anche in video su RaiNews24.
Il 30 giugno 2011 il programma, per decisione della Rai, chiuse i battenti.

## Ospiti ricorrenti
- Paolo Landi, segretario generale dell'Adiconsum.
- Rosario Trefiletti, presidente di Federconsumatori.
- Carlo Rienzi, presidente del Codacons.
- Nino Marazzita, avvocato, esperto in diritto penale.